# Estação Jundiaí
A Estação Jundiaí é a estação terminal da Linha 7–Rubi da CPTM. Está localizada no município de Jundiaí no bairro de Vila Arens.
Futuramente, deverá atender a linha de trem regional entre Americana e Santos, sendo a primeira estação do interior paulista com transferência para o sistema metroferroviário da Região Metropolitana de São Paulo.

## História
Construída pela São Paulo Railway (SPR) no quilômetro 139 da ferrovia Santos Jundiaí, a estação Jundiaí foi aberta provisoriamente em 1866 para pequenas viagens de teste. Inaugurada junto com a ferrovia em 16 de fevereiro de 1867, a estação Jundiaí era composta de um pequeno prédio rústico de tijolos enquanto sua plataforma era coberta por um barracão de madeira. A estrutura acanhada do terminal, que dispunha de apenas três funcionários, logo despertou críticas da sociedade com menos de um mês de operação.
"...Na estação de Jundiaí somente existe três empregados, incluindo o chefe da estação; estes empregados se bem que muito zelosos e trabalhadores não são suficientes para o grande serviço da estação, de onde resulta que gasta-se ali horas para um despacho; a estação é acanhadíssima e com a aglomeração de mercadorias o resultado é a confusão..."— Trecho de carta anônima enviada ao jornal Correio Paulistano publicada em 19 de março de 1867
A situação piorou com a instalação das ferrovias Paulista e Ituana que adotaram Jundiaí como terminal de suas linhas-tronco. A SPR celebrou contratos de aluguel para uso da estação Jundiaí com as duas ferrovias (Paulista em 1872 e Ituana em 1873).
Com o crescimento de sua malha, a Companhia Paulista optou por construir uma pequena estação de cargas e telegrafo a oitocentos metros a oeste de Jundiaí em 1889. Já a Ituana preferiu dividir a estação terminal com a SPR. A operação de três ferrovias em uma estação terminal pequena obrigou a SPR a realizar sucessivas ampliações do edifício a partir da década de 1880. Com a assinatura de um contrato de revisão da concessão com a União, a SPR iniciou a remodelação completa da estação de Jundiaí em 1891.
Desde 1994, é administrada pela CPTM, e hoje faz parte da Linha 7–Rubi.

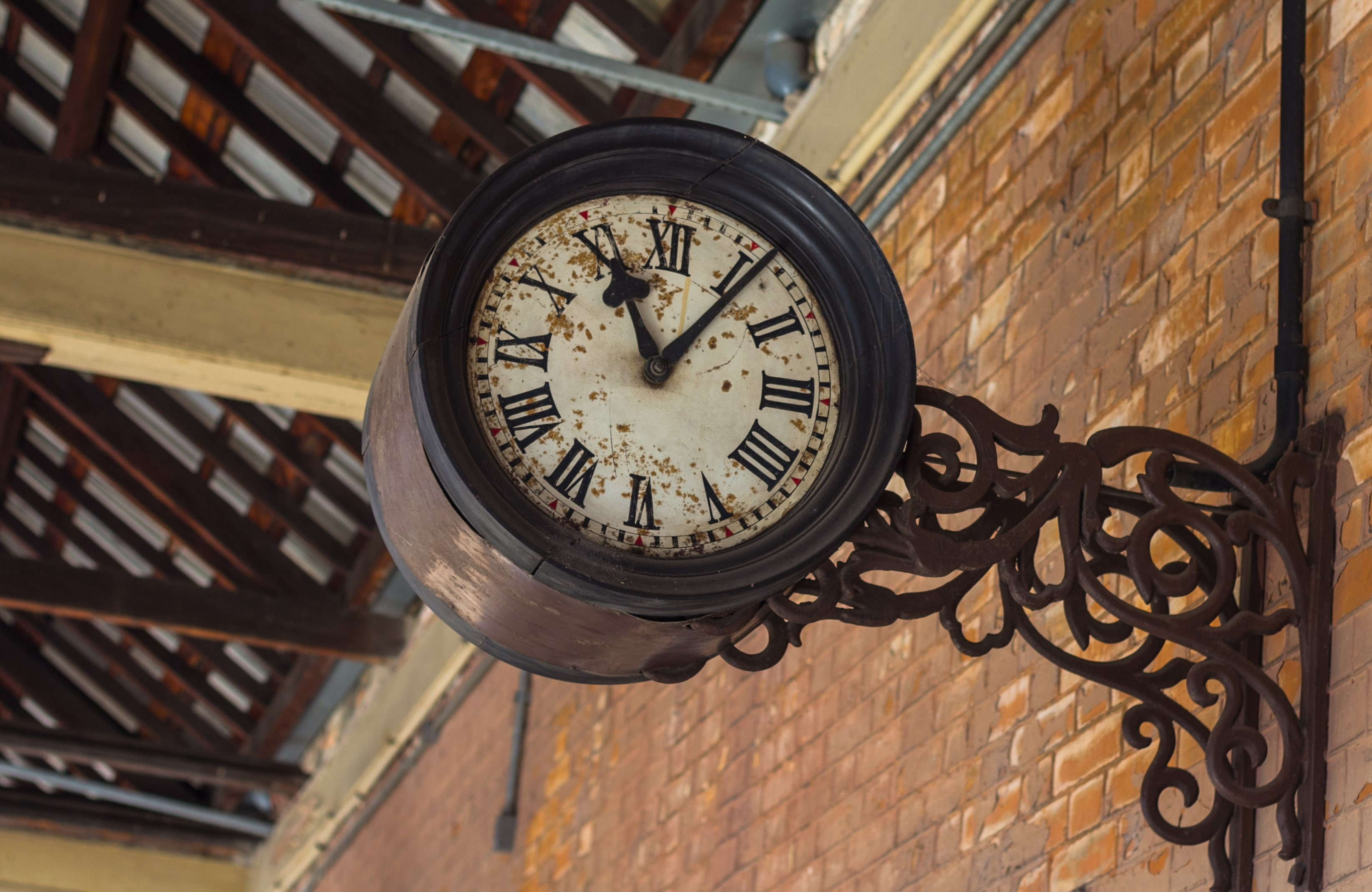
Relógio
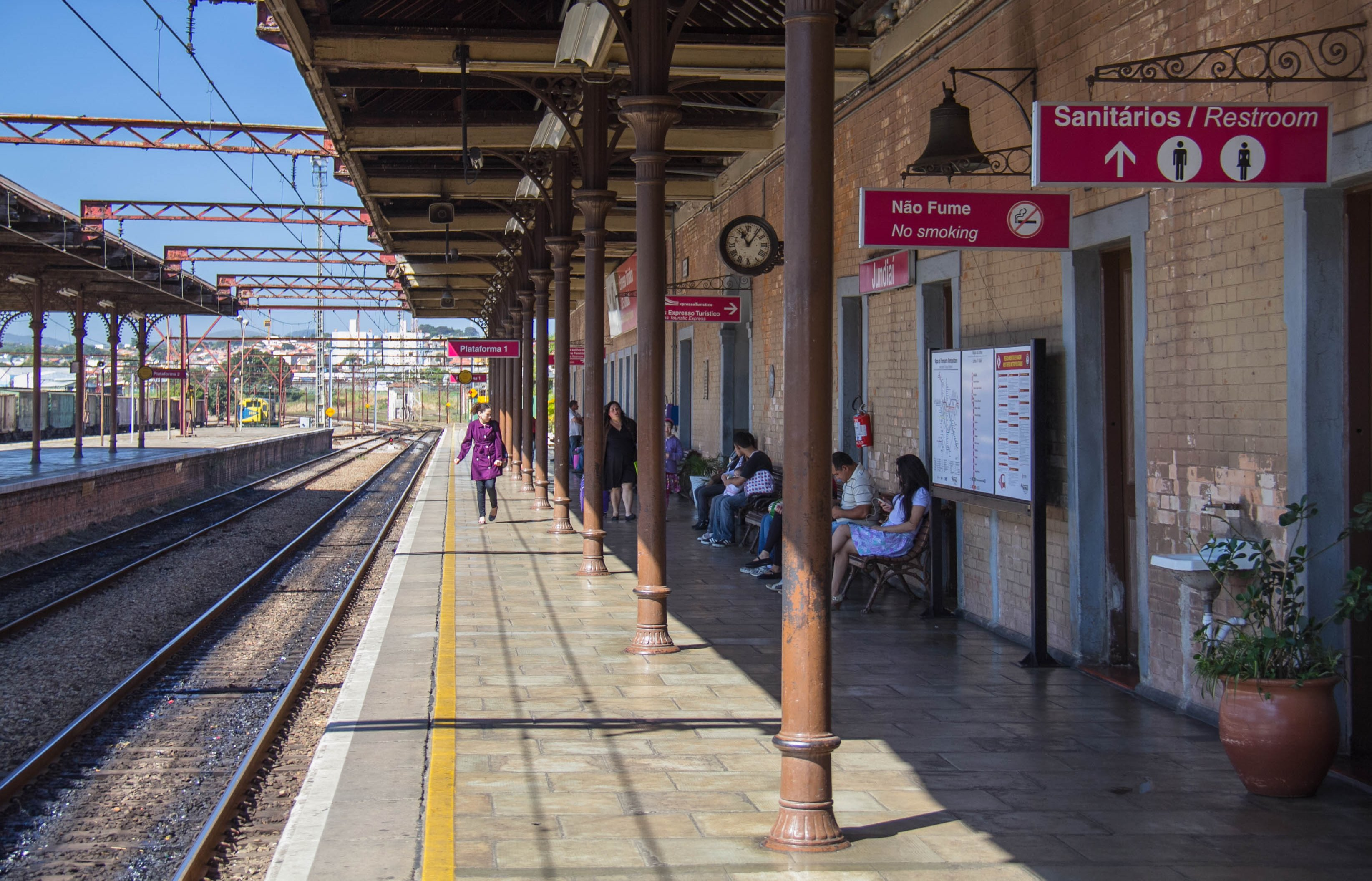
Estação ferroviária de Jundiaí
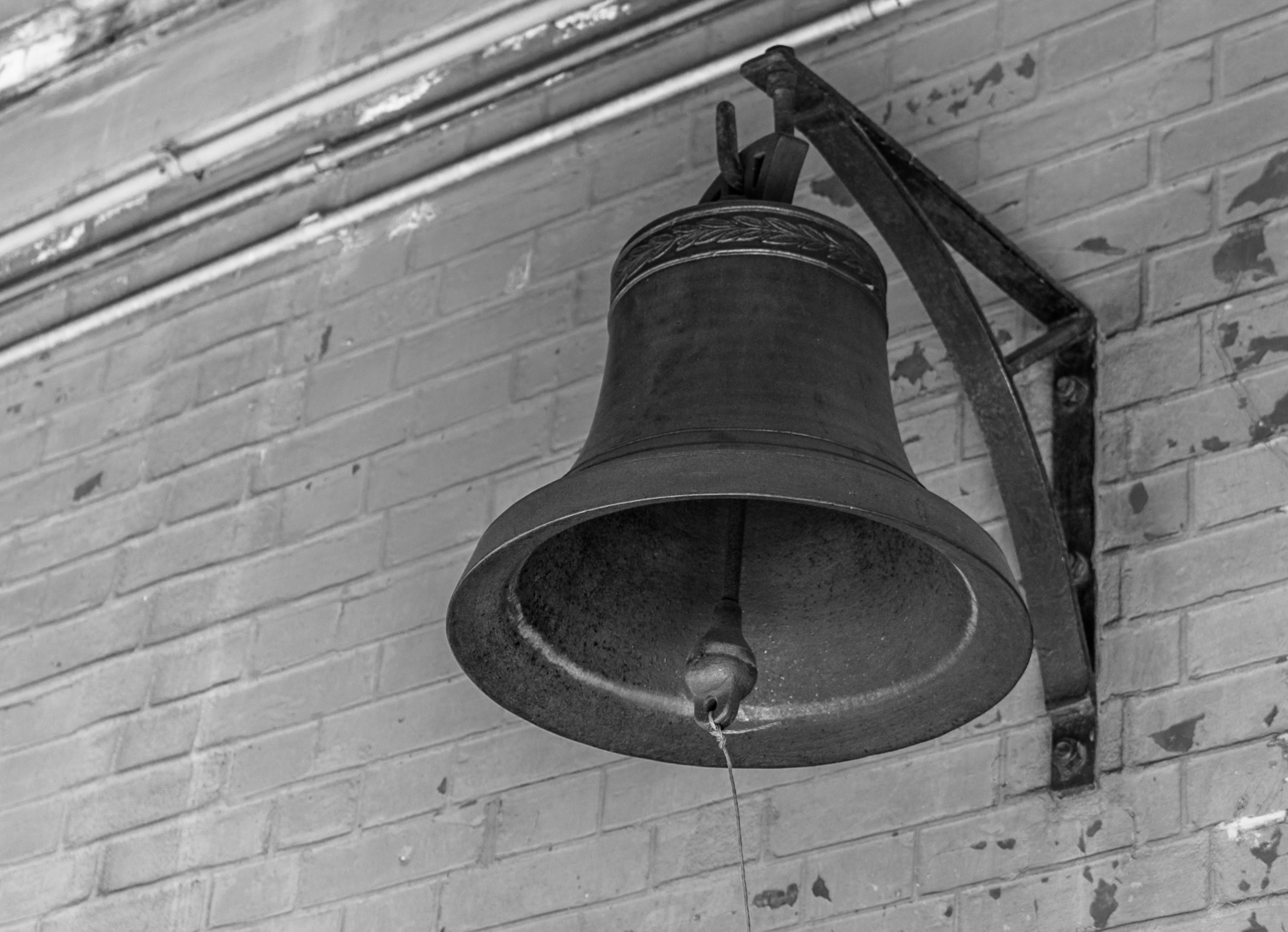
Sino
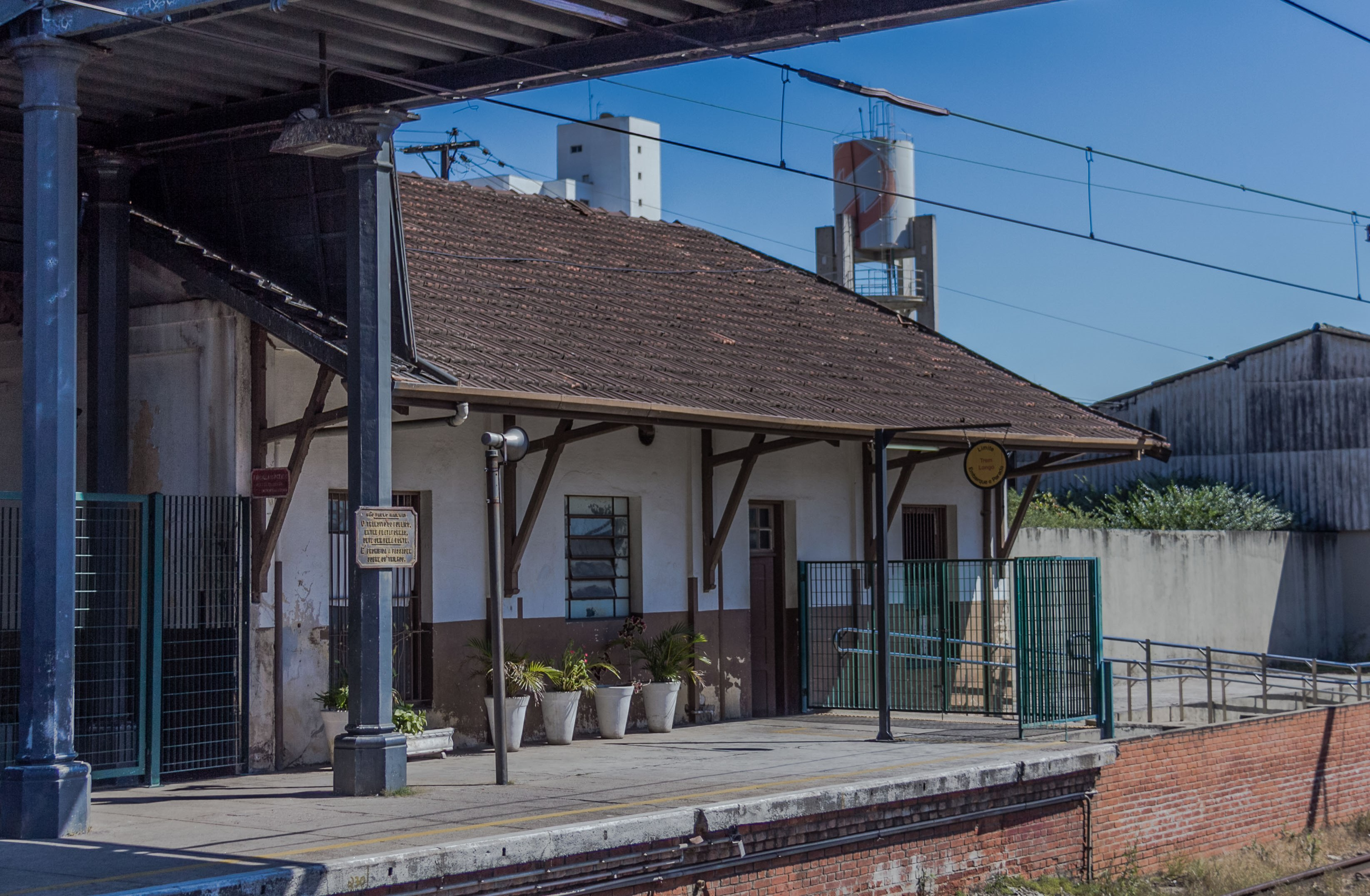
Estação ferroviária de Jundiaí Paulista
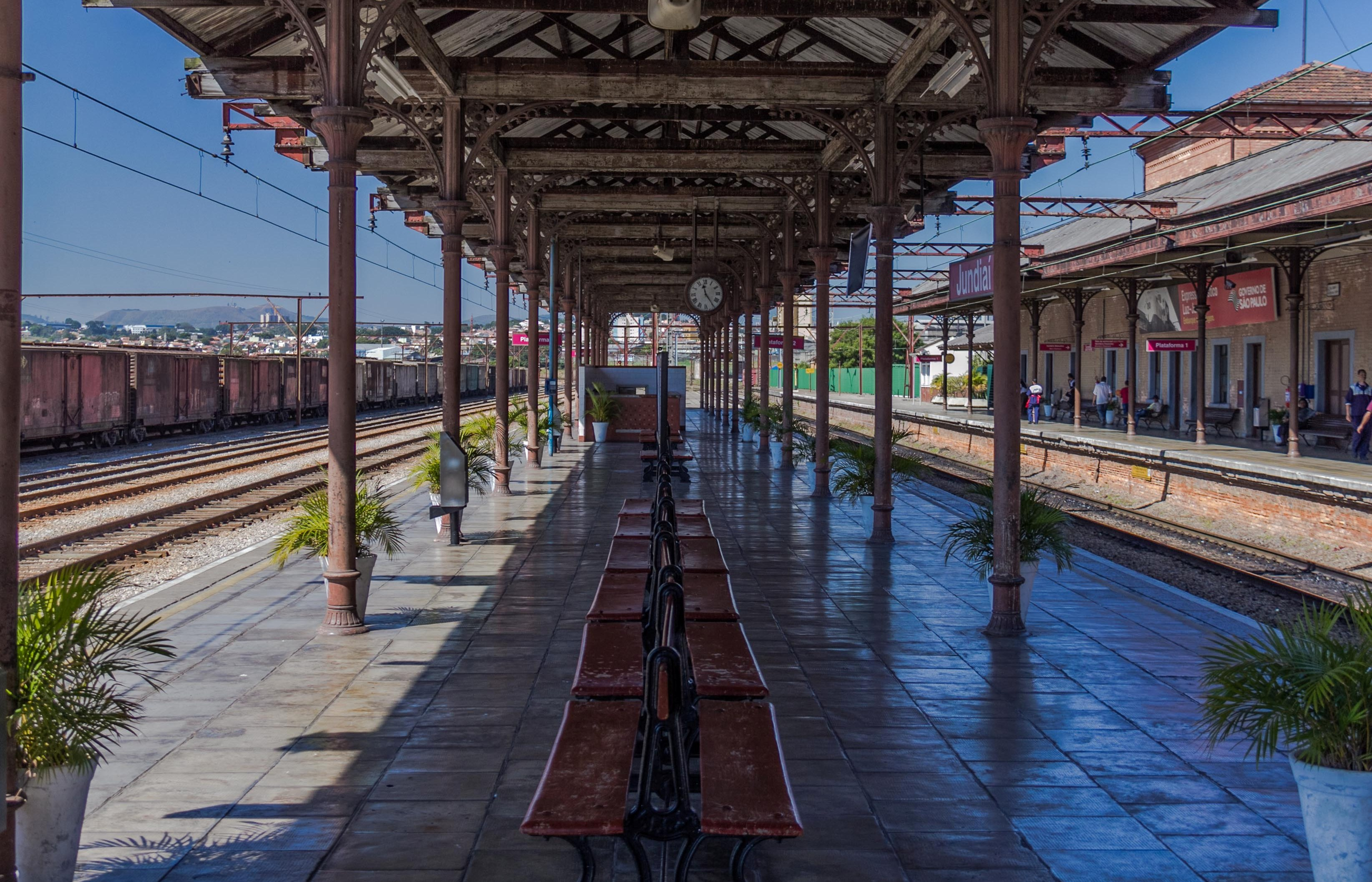
Estação ferroviária de Jundiaí
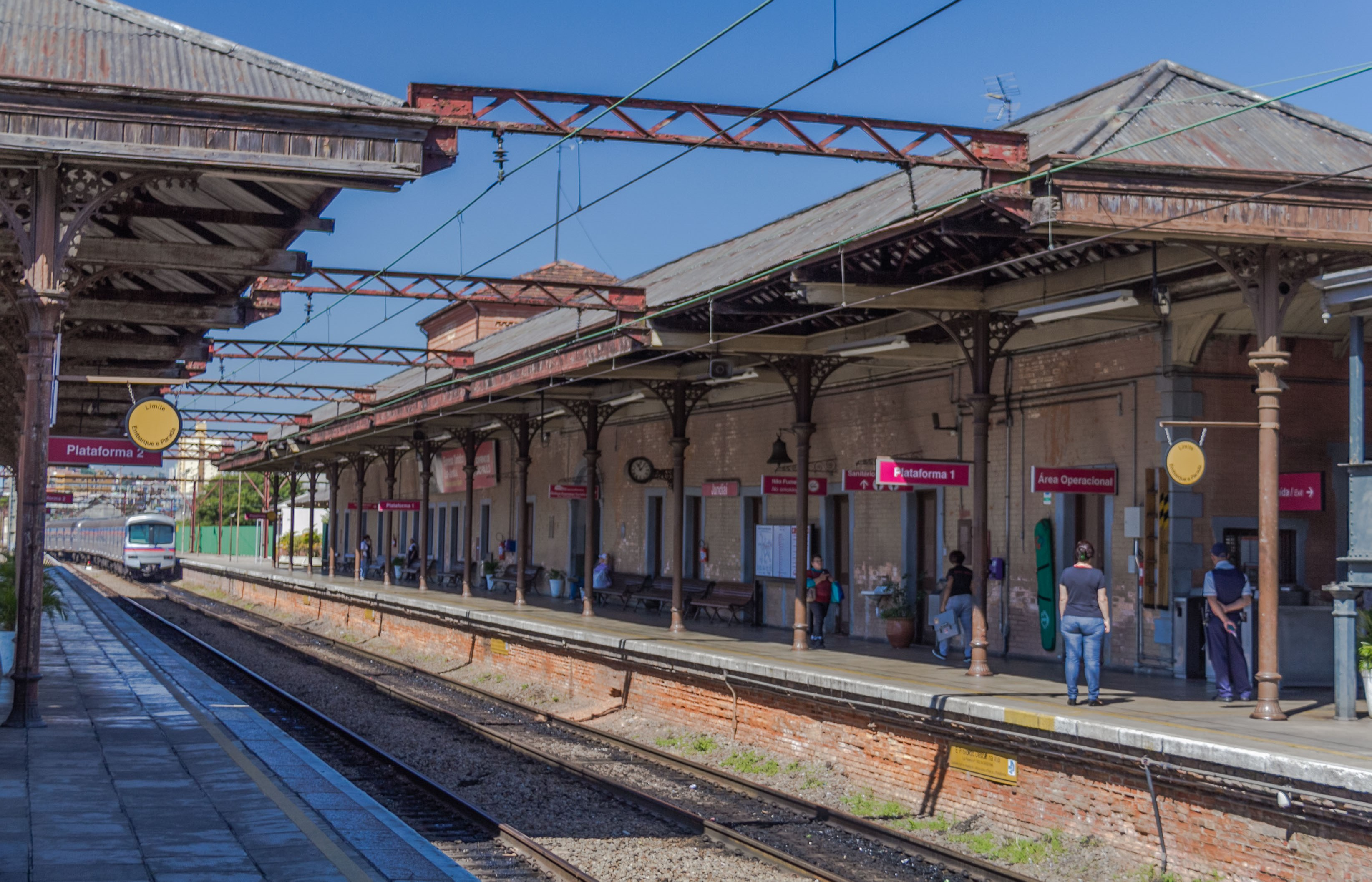
Estação ferroviária de Jundiaí
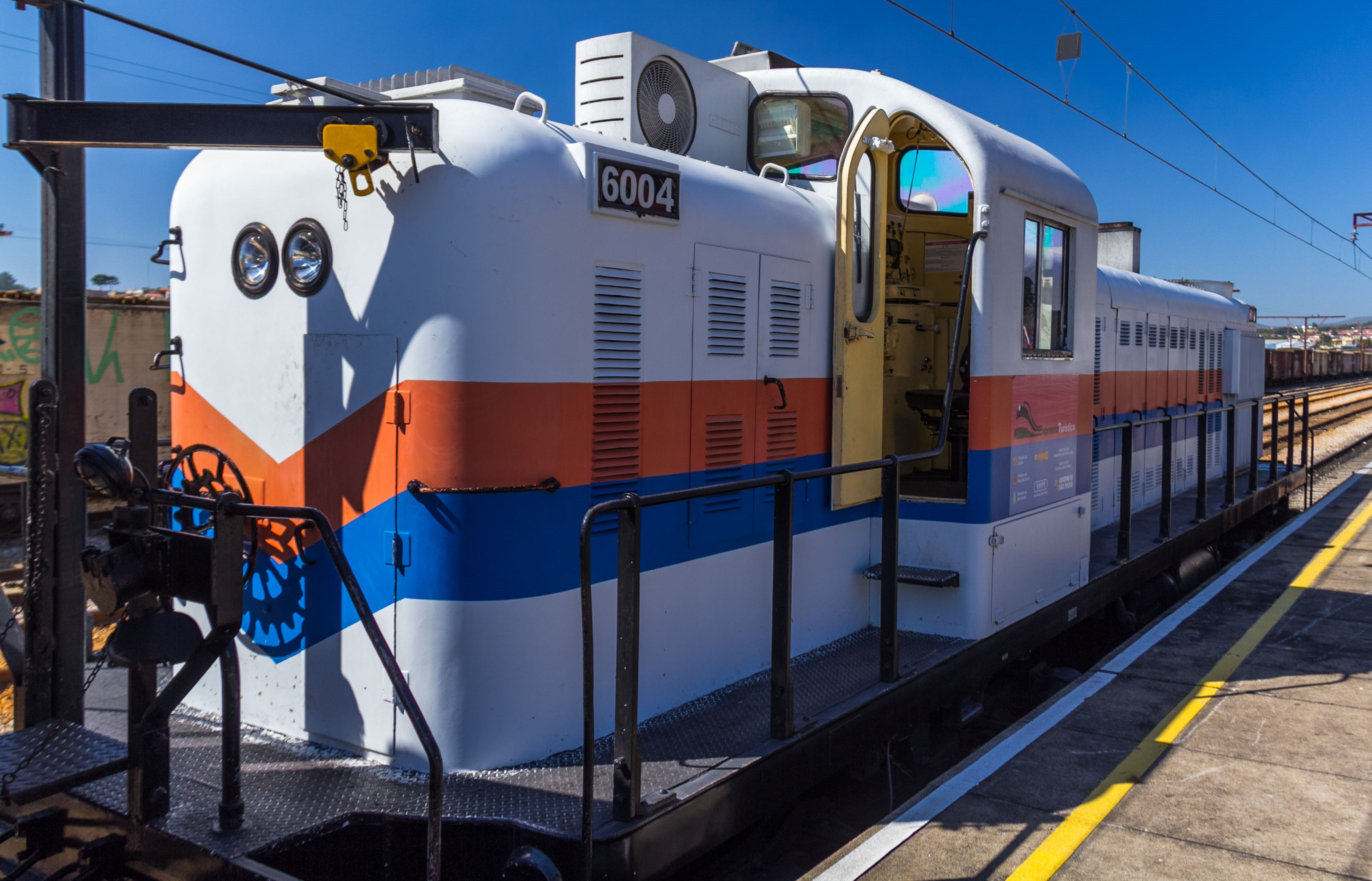
Estação ferroviária de Jundiaí e expresso turístico da CPTM
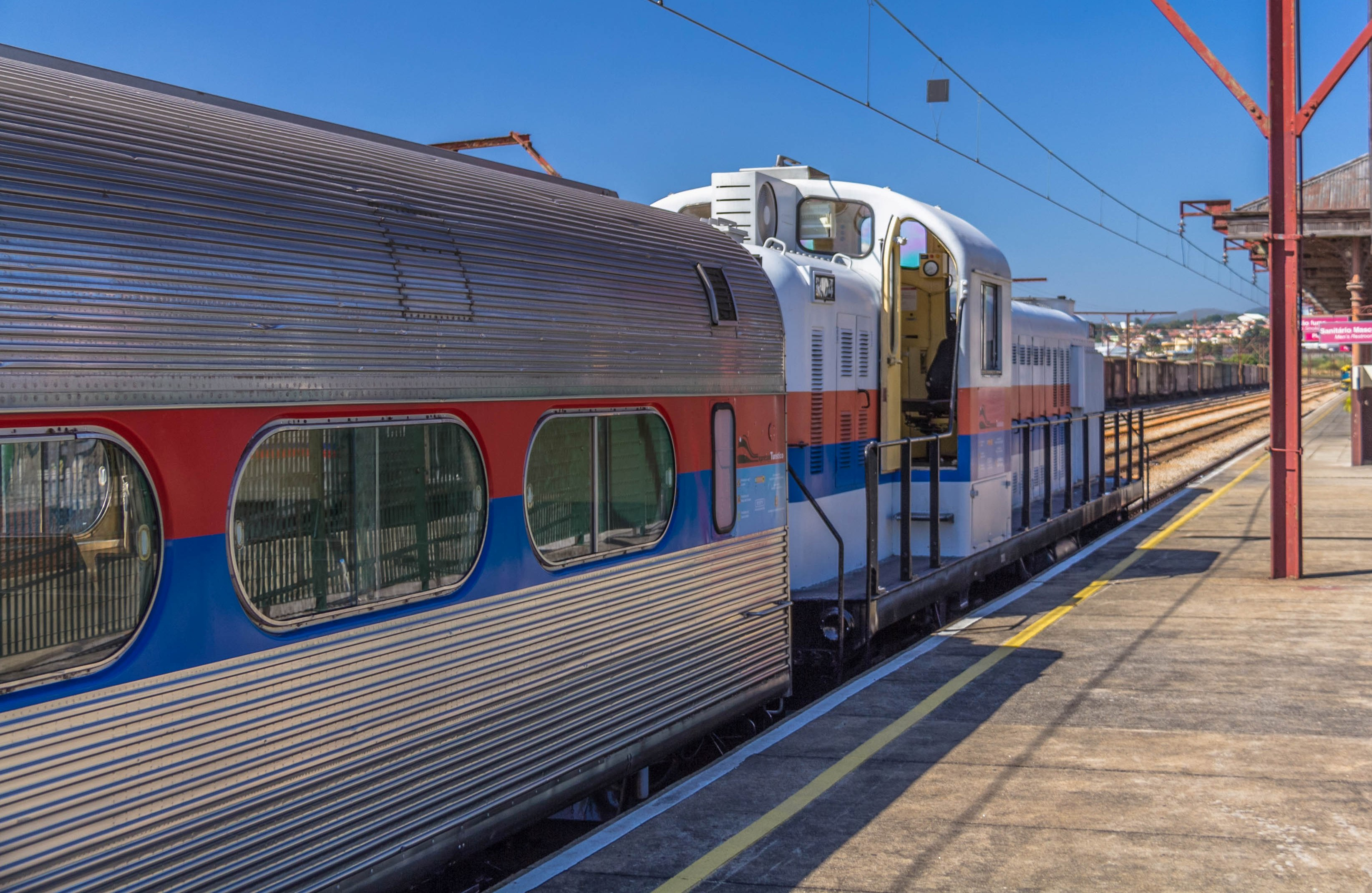
Estação ferroviária de Jundiaí e expresso turístico da CPTM
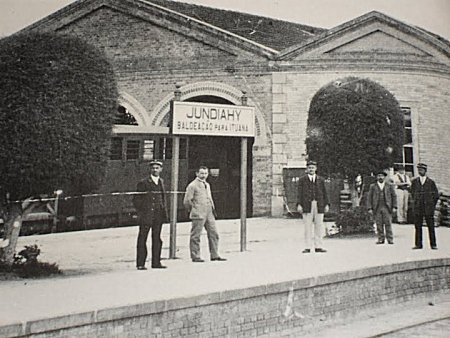
Plataforma da estação Jundiaí em 1920, no local onde era realizada a baldeação com a Companhia Ituana

## Tabela
| Sigla | Estação | Inauguração             | Integração               | Plataformas         | Posição    | Notas                   |
| ----- | ------- | ----------------------- | ------------------------ | ------------------- | ---------- | ----------------------- |
| JUN   | Jundiaí | 16 de fevereiro de 1867 | Bilhete Único da SPTrans | Laterais e centrais | Superfície | Estação original da SPR |